# Izquierda Dinástica
Izquierda Dinástica fue un partido político español fundado en 1882, durante el reinado de Alfonso XII. Nació de la unión del grueso del republicano Partido Demócrata-Radical, encabezado por Segismundo Moret, Eugenio Montero Ríos y Cristino Martos, con los disidentes del Partido Liberal-Fusionista descontentos con la política «derechista» del gobierno de Sagasta, en el poder desde febrero de 1881. Contaba con un periódico del mismo nombre. Se disolvió en 1885 al integrarse casi todos sus miembros en el Partido Liberal-Fusionista.

## Fundación

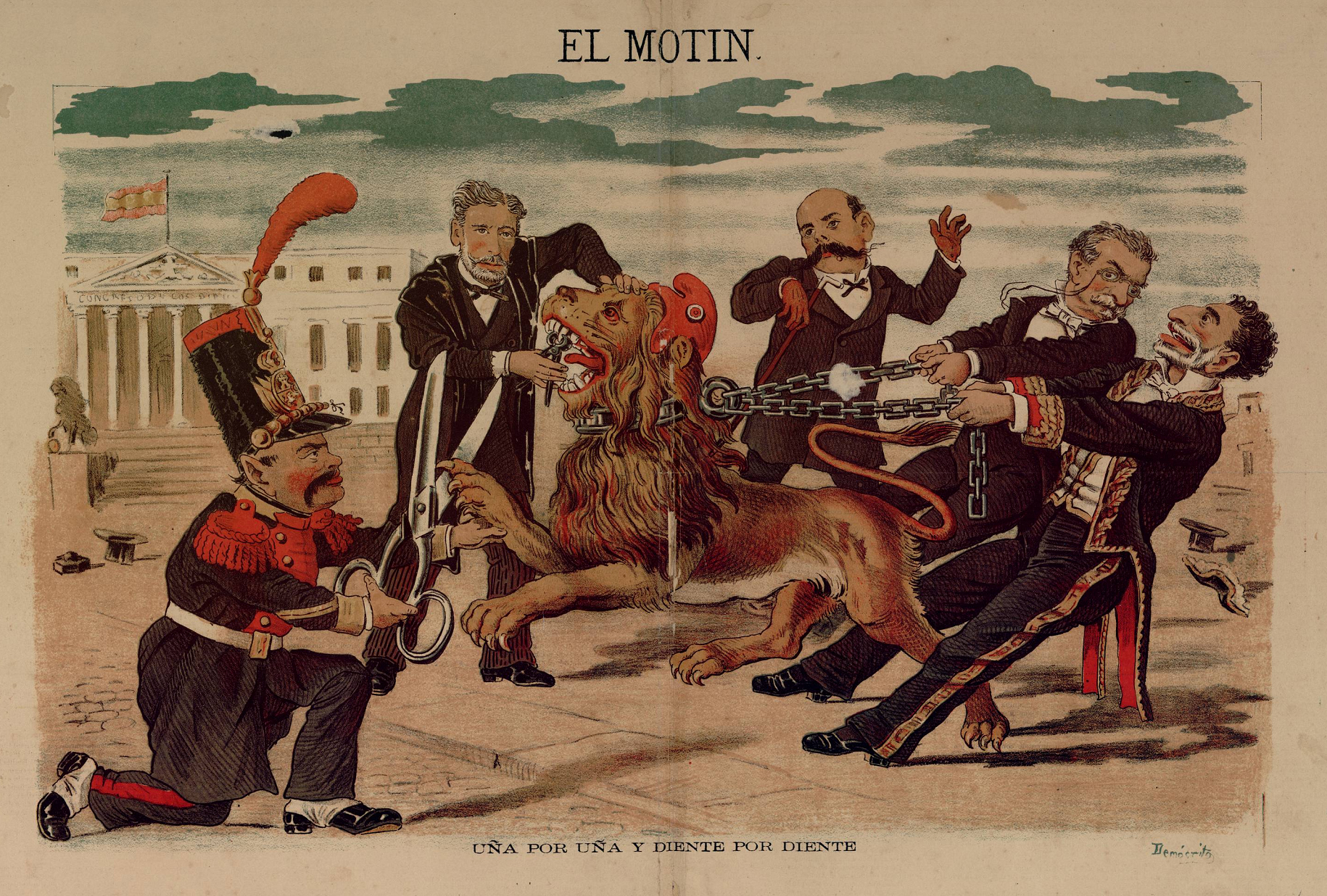
Caricatura de El Motín (16 de octubre de 1881) titulada «Uña por uña y diente por diente». Muestra a Cánovas y a Sagasta sujetando con unas cadenas al león que representa la República, mientras un civil (Eugenio Montero Ríos) le arranca los dientes y un militar (¿el general Manuel Becerra y Bermúdez?) le corta las uñas de las garras. Emilio Castelar colabora intentando domesticar a la fiera. Al fondo la fachada del edificio del Congreso de los Diputados.

El nuevo partido, propuesto el 10 de octubre de 1881 en la Academia de Medicina y fundado oficialmente en el verano de 1882, fue el resultado de la unión del grueso del republicano Partido Demócrata-Radical, encabezado por Segismundo Moret, que nada más acceder los liberales al poder en febrero de 1881 había abandonado las filas republicanas y fundado el Partido Monárquico-Democrático, Eugenio Montero Ríos y Cristino Martos ―el líder histórico del partido Manuel Ruiz Zorrilla, exiliado en París, había fundado el Partido Republicano Progresista y seguía defendido el «pronunciamiento» como único método de acceder al poder y no la lucha legal― con los disidentes del Partido Liberal-Fusionista descontentos con la política «derechista» de Sagasta, entre los que se encontraba el general José López Domínguez, sobrino del general Serrano. «Las negociaciones no fueron fáciles. El programa de los moretistas —Constitución de 1876, modificada en el espíritu de la del 69— fue cuestionado por Serrano y Martos, que abogaron por la Constitución de 1869. Después de penosas discusiones "los términos de la propuesta moretista fueron invertidos, adoptándose como programa la Constitución de 1869, si bien ligeramente modificada en el sentido de la de 1876"», ha señalado José Varela Ortega.
Al frente de la Izquierda Dinástica se situaron dos veteranos políticos: el general Serrano, de 71 años de edad, y José de Posada Herrera, de 68. Aspiraba a desplazar a Sagasta para constituir el «único» Partido Liberal, fiel al «espíritu del 69», y destinado a turnarse con el Partido Conservador de Cánovas. Se le ofreció a Sagasta sumarse al nuevo partido abandonando «a los más retrógrados en manos de los Conservadores» y para ello se organizó una entrevista entre este y el general Serrano, pero Sagasta no se avino a componendas. Por su parte, el rey Alfonso XII impulsó la formación de la Izquierda Dinástica con el propósito de que los grupos más radicales aceptaran su monarquía. En cambio fracasó en su intento de entrevistarse con Ruiz Zorrilla para intentar convencerle porque este se negó, a pesar de que el rey le ofreció incluso salir al extranjero para verse.
La organización del partido concluyó en marzo de 1883 con la formación de un directorio formado por López Domínguez, Moret, Balaguer, Becerra y Montero Ríos, además de la jefatura de Serrano.

## La presión sobre el Partido Liberal de Sagasta y la formación de gobierno
A finales de 1882 la Izquierda Dinástica lanzó una ofensiva parlamentaria contra el gobierno liberal de Sagasta, que había sucedido al gobierno conservador de Cánovas en febrero de 1881, con el objetivo, según José Varela Ortega, de «acelerar la descomposición de la mayoría, desarticular la coalición en el poder y, eventualmente, dar en tierra con el gobierno Sagasta». La respuesta de este fue remodelar su gobierno que, por otro lado, también sufría la presión del ala derecha de su partido, que encabezaba Carlos Navarro Rodrigo (sus seguidores eran conocidos como los «tercios navarros») y que aspiraba a sustituirle en la jefatura del partido. Por esta razón dio entrada en el gobierno, como ministro de Fomento, a Germán Gamazo, un hombre de los «tercios navarros». Pero lo más significativo fue que se desprendió de los ministros más derechistas de su anterior gabinete, singularmente de Manuel Alonso Martínez, sustituido al frente del Ministerio de Gracia y Justicia por Vicente Romero Girón, un político de la Izquierda Dinástica al que Sagasta había atraído a sus filas.

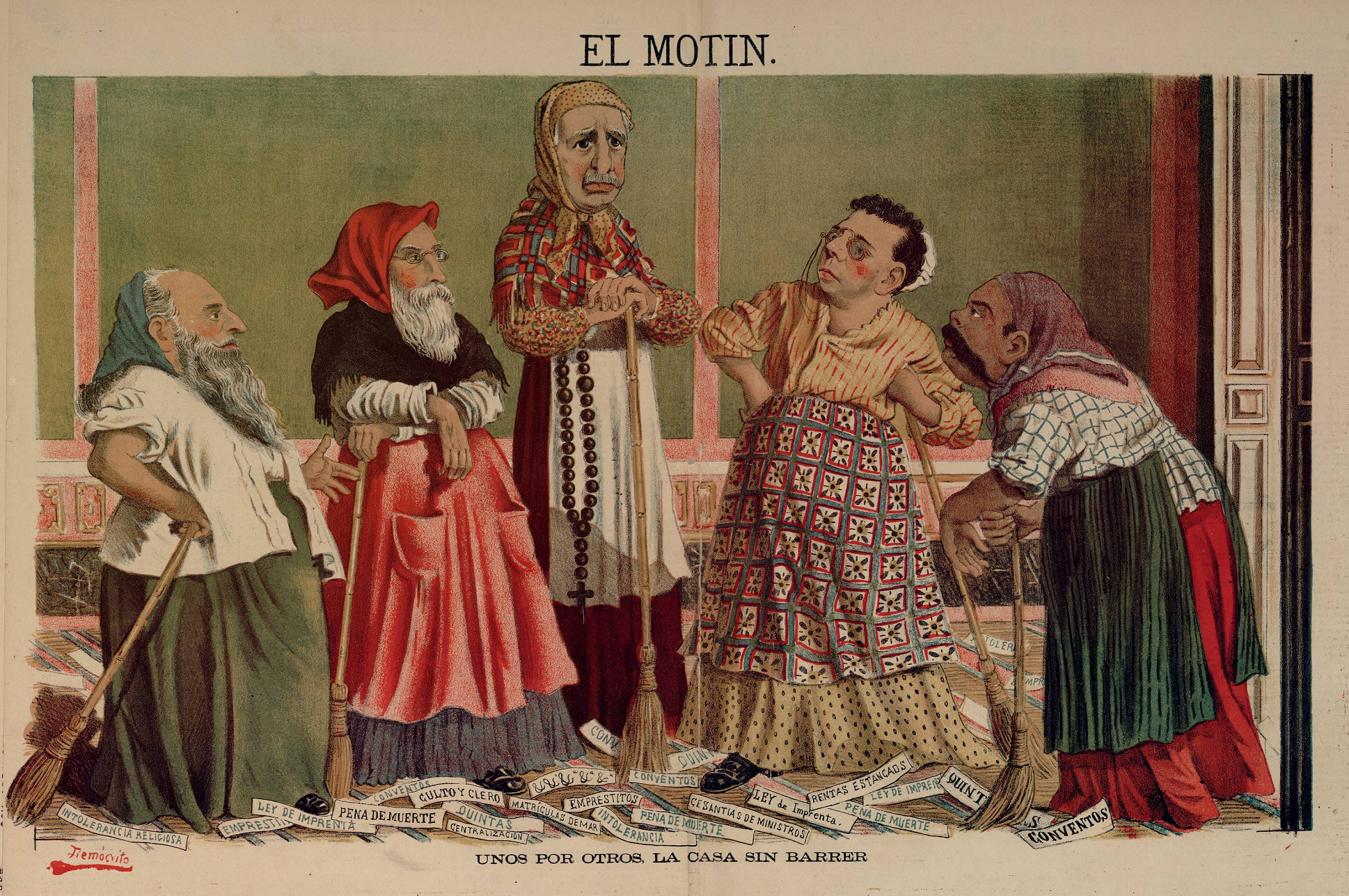
Caricatura de El Motín publicada el 2 de octubre de 1881 titulada Unos por otros la casa sin barrer. Representa la división de los republicanos. El segundo por la derecha es Cristino Martos que negoció con Sagasta en nombre de la Izquierda Dinástica la formación del gobierno de «conciliación liberal» presidido por José Posada Herrera. También aparecen Francesc Pi i Margall (segundo por la izquierda), Eugenio Montero Ríos (centro) y Emilio Castelar (primero por la derecha).

Sin embargo, Sagasta no pudo cumplir plenamente su objetivo por la resistencia que ofrecieron campistas (los seguidores del general Martínez Campos) y centralistas (los seguidores de Alonso Martínez) a abandonar el gobierno por lo que finalmente tuvo que incluir en el gabinete a varios ministros derechistas, «una solución temporal e insatisfactoria para todos», lo que explicaría que el nuevo gobierno solo durara diez meses. En efecto, el general Martínez Campos se negó a ser relevado al frente del Ministerio de la Guerra y también exigió que Vega de Armijo continuara como ministro de Estado —iba a ser sustituido por el marqués de Sardoal, otro político que como Romero Girón provenía de la Izquierda Dinástica— y Sagasta no tuvo más remedio que transigir.
La crisis diplomática con Francia de septiembre de 1883, junto con el fracasado pronunciamiento republicano del mes anterior, debilitaron al gobierno, lo que fue aprovechado por la Izquierda Dinástica, y por el Partido Conservador de Cánovas, para presionar a Sagasta. Este se propuso formar un nuevo gobierno intentando, como ya había hecho en enero, atraerse a algún miembro destacado de la Izquierda Dinástica. Pero esta vez no lo consiguió y tuvo que aceptar la oferta que le hizo Cristino Martos de que se formara un gobierno de «conciliación» liberal (con una mitad de ministros fusionistas y otra de izquierdistas dinásticos) presidido por José Posada Herrera, pasando Sagasta a presidir el Congreso de los Diputados. José Varela Ortega explica así que Sagasta transigiera con la propuesta de la Izquierda Dinástica: «Sagasta se vio acorralado, y no se sintió con fuerzas para contrarrestar el ataque de la Izquierda unida en las Cámaras... Si se atrincheraba en el gobierno corría el riesgo de que las oposiciones pidieran, y el Rey concediera, el decreto de disolución a Posada Herrera, o cualquier otro dirigente Liberal, como único medio de poner fin a las divisiones entre Liberales. Es decir, se jugaba la jefatura. Sagasta decidió una retirada estratégica. Puesto que no querían dejarle demostrar que la unidad con él era posible, demostraría que sin él era imposible».

## Fracaso del gobierno de los «noventa días» (octubre de 1883-enero de 1884)

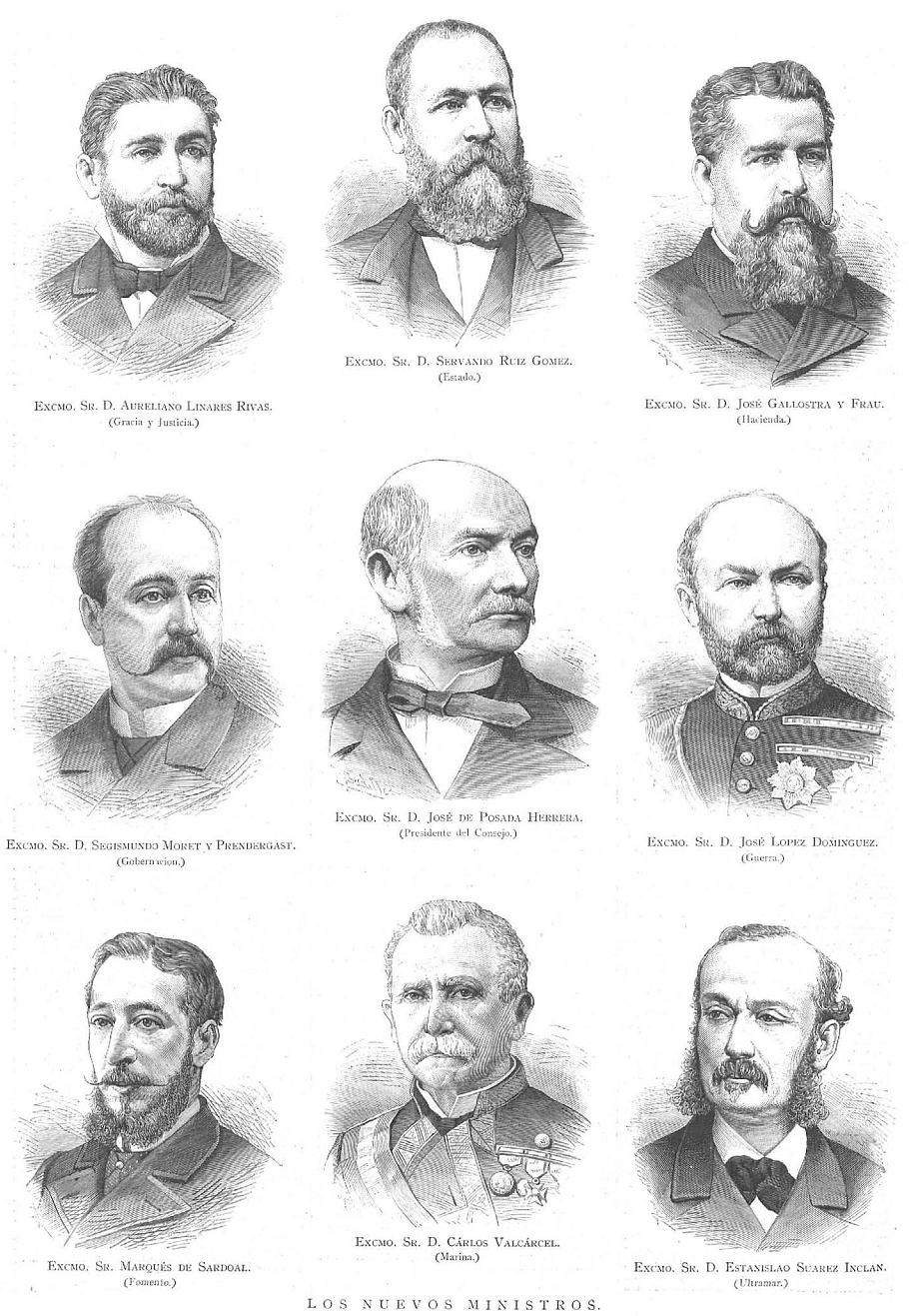
Miembros del gobierno de José de Posada Herrera (en el centro). A su derecha Segismundo Moret (Gobernación) y su izquierda el general José López Domínguez (Guerra).

Sagasta dimitió el 11 de octubre y el rey Alfonso XII, sin apertura de consultas, ofreció la presidencia del gobierno, tal como habían acordado los liberales y la Izquierda Dinástica, a José Posada Herrera, que hacía pocos meses que se había unido a los izquierdistas. El gabinete que formó, de «conciliación» liberal, estuvo formado a partes iguales por liberales e izquierdistas, entre los que se encontraban los miembros más destacados del nuevo partido, con Segismundo Moret, en Gobernación; el marqués de Sardoal, en Fomento; y Cristino Martos, actuando como «una especie de jefe de gobierno en la sombra». El rey impuso al general José López Domínguez, también de la Izquierda Dinástica, como ministro de la Guerra. De acuerdo con lo pactado Sagasta ocupó la presidencia del Congreso de los Diputados, puesto desde el que «no dudó en confundir a sus rivales [de la Izquierda Dinástica] con vagas promesas de estar dispuesto a asumir su programa democrático...». La presidencia del Senado fue para el general Serrano.
El gobierno de José de Posada Herrera, planteó un programa político reformista muy ambicioso, en el que destacó la creación de la Comisión de Reformas Sociales o la prohibición de los castigos corporales a los «patrocinados» (los antiguos esclavos que en Cuba seguían trabajando obligatoriamente para sus antiguos amos durante ocho años, desde la aprobación de ley de abolición de la esclavitud en la isla de 1880), pero no pudo sacar adelante el resto de sus propuestas porque, al no contar con el decreto de disolución de las Cortes que le hubiera permitido «fabricarse» una mayoría en la Cámara, tuvo que estar a expensas de la benevolencia del partido de Sagasta, que era el que disponía de esa mayoría. El propio Sagasta definió la situación con la frase: «lo que hay aquí es un Gobierno sin mayoría y una mayoría sin gobierno».
El choque entre fusionistas e izquierdistas se produjo cuando el Gobierno en el discurso de la Corona propuso la recuperación del sufragio universal (masculino) y la reforma de la Constitución de 1876. En el debate de contestación que tuvo lugar a continuación Sagasta hizo una encendida defensa, «con gran regocijo de Cánovas», del principio de la soberanía compartida rey/Cortes, pilar fundamental del régimen político de la Restauración, abandonando así definitivamente el principio de la soberanía nacional, una de las señas de identidad del liberalismo progresista. Como ha indicado Carlos Dardé, Sagasta quiso demostrar que la unidad de los liberales sin él era imposible. Una valoración que comparte Manuel Suárez Cortina.
El gobierno perdió la votación de una moción de dos diputados liberales que proponían el aplazamiento de la implantación del sufragio universal ―221 diputados fusionistas votaron a favor frente a 126 en contra― y tuvo que dimitir. «Sagasta estaba radiante». Entonces el rey Alfonso XII llamó a formar gobierno al líder del Partido Conservador, Cánovas de Castillo, «como castigo a la desunión» de las familias liberales. «Los liberales aprendieron la lección: para gobernar debían unirse».

## Integración en el Partido Liberal de Sagasta y disolución
Las elecciones de 1884 fueron clave ya que los liberales de Sagasta obtuvieron más de cuarenta diputados y la Izquierda Dinástica doce menos. «El desastre electoral precipitó el desenlace. Una tras otra, las facciones de la Izquierda fueron rindiendo pleitesía a la jefatura sagastina», ha destacado José Varela Ortega. En junio de 1885, año y medio después del fin de su brevísimo gobierno ―había durado 90 días―,, el grueso de la Izquierda Dinástica se integró en el Partido Liberal de Sagasta, gracias a la aprobación de una llamada «ley de garantías» elaborada por Manuel Alonso Martínez y Eugenio Montero Ríos. La «ley de garantías» era el nuevo programa del partido liberal en el que se recogía la protección para los derechos y libertades reconocidos en la Constitución, la extensión del sufragio a toda la población masculina y el juicio por jurado. Pero lo más importante de la «ley de garantías» estribaba en la renuncia al principio de la soberanía nacional, que siempre habían defendido los «revolucionarios de 1868», y en la aceptación de la soberanía compartida «de las Cortes con el Rey», principio doctrinario en el que se basaba el régimen político de la Restauración. Una minoría de la Izquierda Dinástica encabezada por el general José López Domínguez, no se integró en el partido de Sagasta al no conseguir que las propuestas de la «ley de garantías» se incluyeran en la Constitución». Pero, «el Partido Liberal unido estaba de nuevo en condiciones de exigir el poder».